# Mika Fowtbolayin Akowmb
El Mika FC Yerevan (o Mika Fowtbolayin Akowmb, en armeni: Միկա Ֆուտբոլային Ակումբ), és un club armeni de futbol de la ciutat de Yerevan.

## Història
El club va ser fundat el 1999 per la fusió de Mika FC i Kasakh Ashtarak El nom del nou club fou Mika-Kasakh Ashtarak. No obstant, la fusió només durà un any, dividint-se en Kasakh Ashtarak i Mika FC Ashtarak. El 2007, el Mika es traslladà d'Ashtarak a Yerevan.

## Palmarès
- Copa armènia de futbol: 6
  - 2000, 2001, 2003, 2005, 2006, 2011
- Supercopa armènia de futbol: 1
  - 2005

## Futbolistes destacats
- Gevorg Kasparov
- Armèn Xahgueldian
- Kléber
- Aleksandr Antipenko
- Sergei Gorlukovich
- Ivan Ristic